# Вулиця Дружби (Біла Церква)
Вулиця Дружби — одна з центральних вулиць у місті Біла Церква.

## Розташування
Починається від Замкової гори і плавно переходить у вулицю Ставищанську. По вулиці курсують маршрути тролейбуса № 3,3A. Вулиця через міст з'єднує два береги Росі та історичні місцевості Місто (Центр) та Заріччя.

## Пам'ятки
- Будинок соціалізму
- Пам'ятник Ярославу Мудрому